# Cuming County
Das Cuming County ist ein County im US-Bundesstaat Nebraska. Der Verwaltungssitz (County Seat) ist West Point, das nach seiner Lage im Elkhorn River Valley benannt wurde.

## Geographie
Das County liegt im Osten von Nebraska, ist etwa 40 km von Iowa entfernt und hat eine Fläche von 1488 Quadratkilometern, wovon 7 Quadratkilometer Wasserfläche sind. Es grenzt an folgende Countys:
| Wayne County   |  | Thurston County |
| Stanton County |  | Burt County     |
| Colfax County  |  | Dodge County    |

## Geschichte

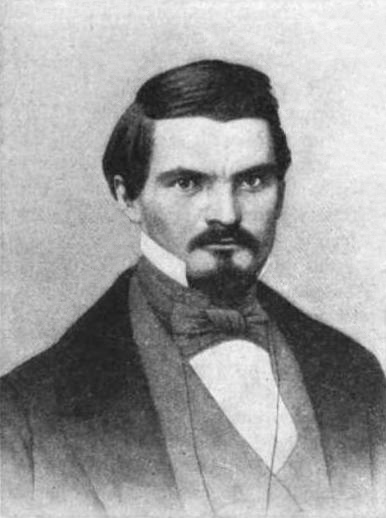
Cuming

Das Cuming County wurde 1855 aus einem Teil des Burt County gebildet. Benannt wurde es nach Thomas B. Cuming (1827–1858), der zweimal Gouverneur des Nebraska - Territoriums war (1854–1855, 1857–1858).

Drei Bauwerke des Countys sind im National Register of Historic Places eingetragen (Stand 10. Februar 2018).

## Demografische Daten

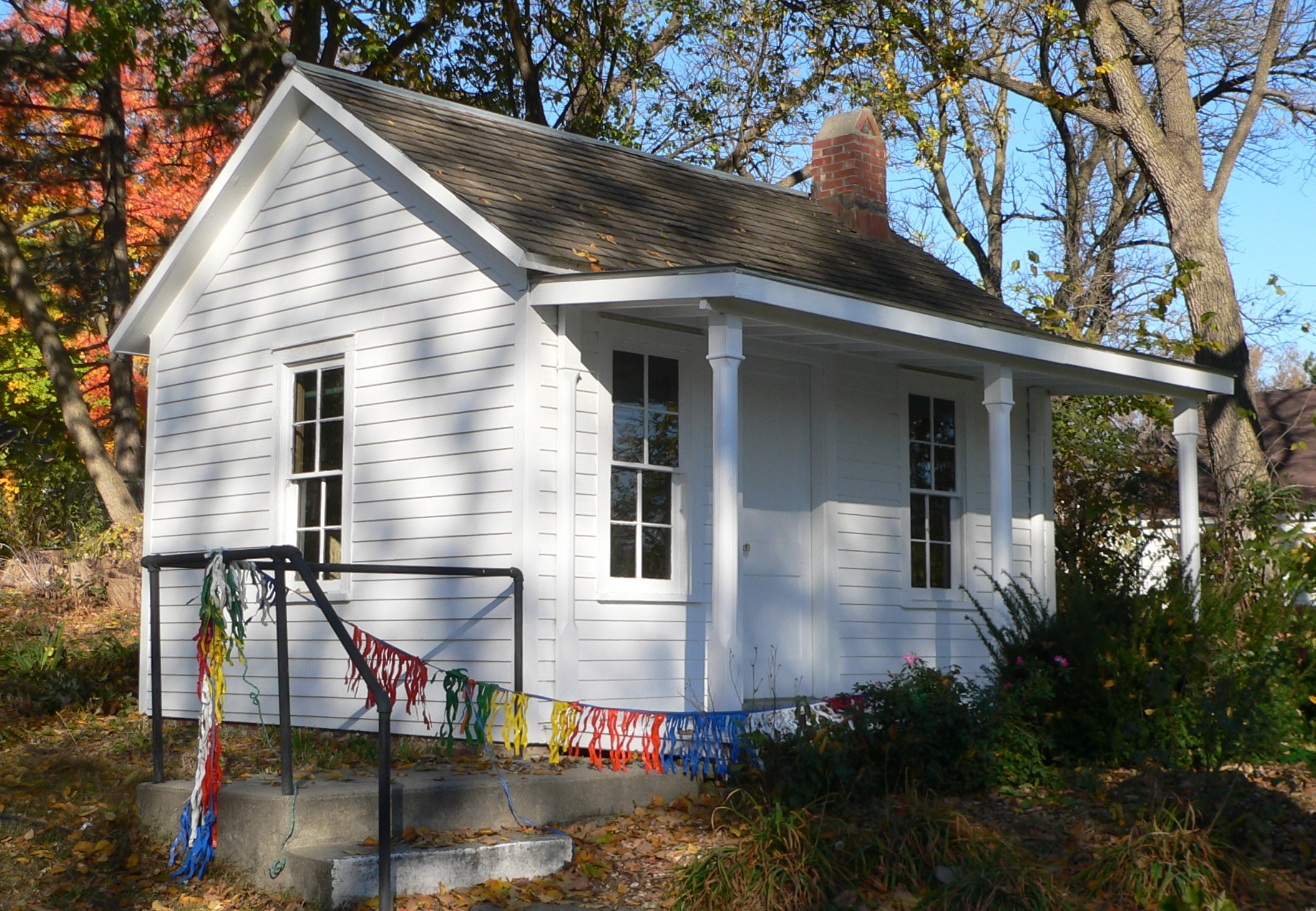
John G. Neihardt Study, gelistet im NRHP

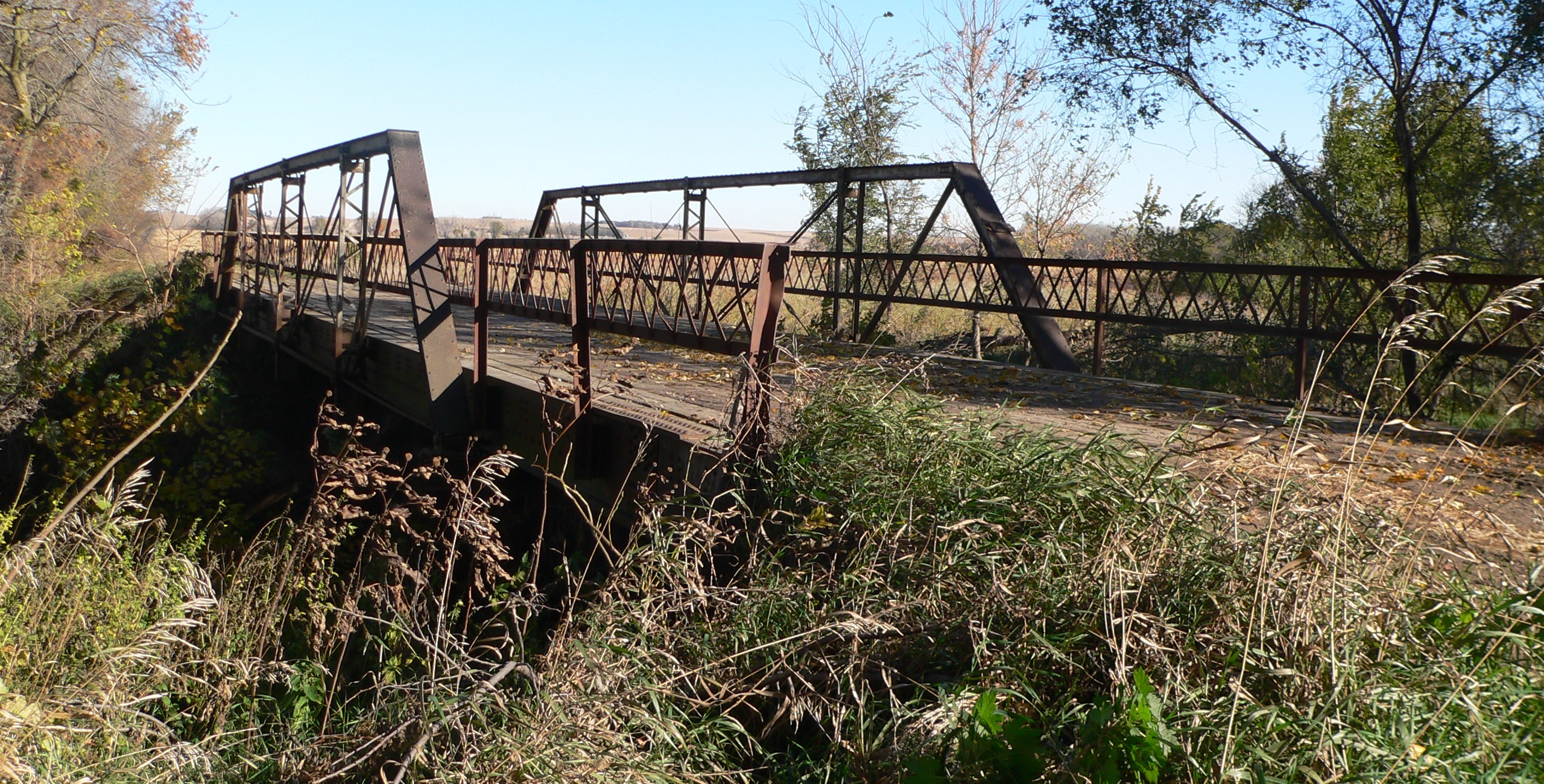
Rattlesnake Creek Bridge, gelistet im NRHP

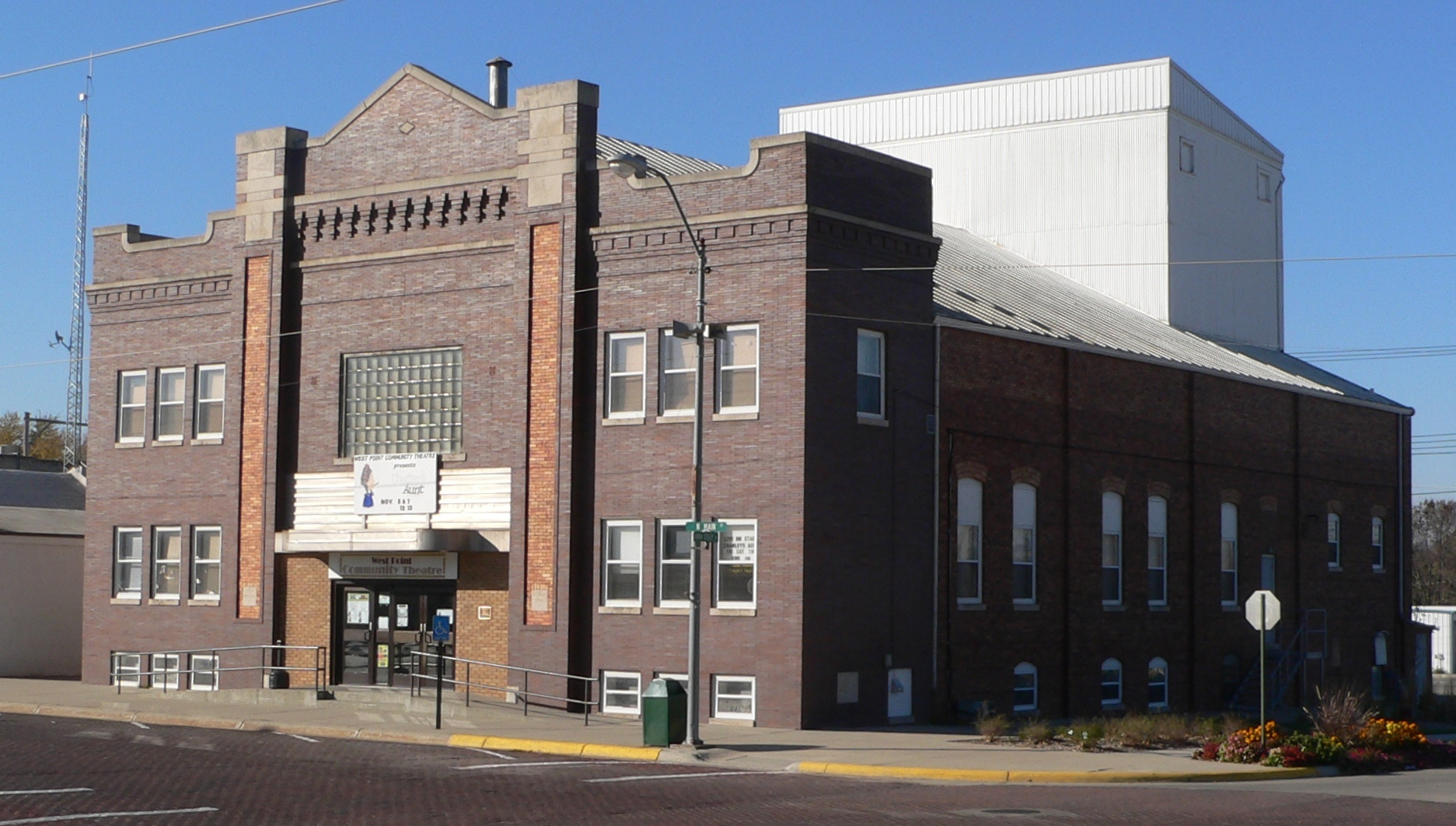
West Point City Auditorium, gelistet im NRHP

Nach der Volkszählung im Jahr 2000 lebten im Cuming County 10.203 Menschen in 3.945 Haushalten und 2.757 Familien. Die Bevölkerungsdichte betrug 7 Einwohner pro Quadratkilometer. Ethnisch betrachtet setzte sich die Bevölkerung zusammen aus 95,88 Prozent Weißen, 0,13 Prozent Afroamerikanern, 0,28 Prozent amerikanischen Ureinwohnern, 0,20 Prozent Asiaten, 0,03 Prozent Bewohnern aus dem pazifischen Inselraum und 2,63 Prozent aus anderen ethnischen Gruppen; 0,85 Prozent stammten von zwei oder mehr Ethnien ab. 5,48 Prozent der Bevölkerung waren spanischer oder lateinamerikanischer Abstammung, die verschiedenen der genannten Gruppen angehörten.
Von den 3.945 Haushalten hatten 32,6 Prozent Kinder und Jugendliche unter 18 Jahre, die bei ihnen lebten. 61,7 Prozent waren verheiratete, zusammenlebende Paare, 5,3 Prozent waren allein erziehende Mütter, 30,1 Prozent waren keine Familien, 27,1 Prozent waren Singlehaushalte und in 14,9 Prozent lebten Menschen im Alter von 65 Jahren oder darüber. Die Durchschnittshaushaltsgröße lag bei 2,53 und die durchschnittliche Familiengröße bei 3,08 Personen.
Auf das gesamte County bezogen setzte sich die Bevölkerung zusammen aus 27,2 Prozent Einwohnern unter 18 Jahren, 6,5 Prozent zwischen 18 und 24 Jahren, 25,2 Prozent zwischen 25 und 44 Jahren, 20,9 Prozent zwischen 45 und 64 Jahren und 20,2 Prozent waren 65 Jahre alt oder darüber. Das Durchschnittsalter betrug 39 Jahre. Auf 100 weibliche kamen statistisch 102,1 männliche Personen. Auf 100 Frauen im Alter von 18 Jahren oder darüber kamen statistisch 99,2 Männer.

Das jährliche Durchschnittseinkommen eines Haushalts betrug 33.186 USD, das Durchschnittseinkommen der Familien betrug 38.369 USD. Männer hatten ein Durchschnittseinkommen von 26.577 USD, Frauen 19.246 USD. Das Prokopfeinkommen betrug 16.443 USD. 7,0 Prozent der Familien und 9,0 Prozent der Bevölkerung lebten unterhalb der Armutsgrenze. Davon waren 9,8 Prozent Kinder oder Jugendliche unter 18 Jahre und 7,8 Prozent waren Menschen über 65 Jahre.

## Städte und Gemeinden
| Citys - West Point - Wisner | Villages - Bancroft - Beemer |

Townships
- Bancroft Township
- Beemer Township
- Bismark Township
- Blaine Township
- Cleveland Township
- Cuming Township
- Elkhorn Township
- Garfield Township
- Grant Township
- Lincoln Township
- Logan Township
- Monterey Township
- Neligh Township
- Sherman Township
- St. Charles Township
- Wisner Township